# Toshka Hrebacka
Toshka Hrebacka (nacida Toshka Besharah, Ottawa, 30 de marzo de 2003) es una deportista canadiense que compite en piragüismo en la modalidad de aguas tranquilas.
Ganó una medalla de bronce en el Campeonato Mundial de Piragüismo de 2022 y una medalla de plata en los Juegos Panamericanos de 2023.

## Palmarés internacional
| Campeonato Mundial   | Campeonato Mundial | Campeonato Mundial | Campeonato Mundial |
| Año                  | Lugar              | Medalla            | Competición        |
| -------------------- | ------------------ | ------------------ | ------------------ |
| 2022                 | Halifax (Canadá)   | Medalla de bronce  | K2 200 m           |
| Juegos Panamericanos |                    |                    |                    |
| Año                  | Lugar              | Medalla            | Competición        |
| 2023                 | Santiago (Chile)   | Medalla de plata   | K4 500 m           |